# Casavieja
Casavieja es un municipio de España perteneciente a la provincia de Ávila, en la comunidad autónoma de Castilla y León. Situada en el sur de la provincia de Ávila, forma parte de la comarca de Arenas de San Pedro o del Valle del Tiétar. El municipio cuenta con una población de 1468 habitantes (INE 2017), lo que lo convierte en la decimosexta población en número de habitantes de la provincia de Ávila. Casavieja, está enclavada en la cara sur de la sierra de Gredos. La fiesta patronal de la localidad se celebra en honor a San Bartolomé (24 de agosto).

## Símbolos
El escudo heráldico y la bandera que representan al municipio fueron aprobados el 16 de agosto de 1993. El blasón que define al escudo es el siguiente:

«De plata, la casa medio en ruinas de oro, acompañada de dos árboles de sinople. Redondeado en su parte inferior y timbrado de Corona Real cerrada.»
Boletín Oficial de Castilla y León nº 166 de 30 de agosto de 1993

La descripción de la bandera es: 

«Púrpura, blanca y verde, de abajo hacia arriba en franjas iguales y horizontales, con el escudo en su franja central.»
Boletín Oficial de Castilla y León nº 166 de 30 de agosto de 1993

## Geografía
El municipio de Casavieja se aloja a los pies del macizo oriental de la sierra de Gredos cerca del río Tiétar que recorre el valle que da nombre dicho río. Esta es una zona de espeso monte y gran cantidad de pastos y bosques. El término municipal de la localidad delimita al norte con los municipios de Burgohondo y Villanueva de Ávila; al este con Piedralaves; al oeste con Mijares y al sur con la comunidad autónoma de Castilla-La Mancha.

### Ubicación
La localidad se encuentra situada a una altitud de 538 m s. n. m. Entre los puntos de altitud reseñable destacan la Gamonosa (1993 m s. n. m.), Alcarabán (1781 m s. n. m.) o Puerto del Alacrán (1769 m s. n. m.) o el del paraje Natural de Fuente Helecha (878 m s. n. m.).
| Noroeste: Mijares | Norte: Burgohondo y Villanueva de Ávila | Noreste: Piedralaves             |
| Oeste: Mijares    |                                         | Este: Piedralaves                |
| Suroeste: Mijares | Sur: La Iglesuela del Tiétar            | Sureste: La Iglesuela del Tiétar |

### Clima
| Parámetros climáticos promedio de Casavieja en el periodo 1961-2003                                                                                  | Parámetros climáticos promedio de Casavieja en el periodo 1961-2003 | Parámetros climáticos promedio de Casavieja en el periodo 1961-2003 | Parámetros climáticos promedio de Casavieja en el periodo 1961-2003 | Parámetros climáticos promedio de Casavieja en el periodo 1961-2003 | Parámetros climáticos promedio de Casavieja en el periodo 1961-2003 | Parámetros climáticos promedio de Casavieja en el periodo 1961-2003 | Parámetros climáticos promedio de Casavieja en el periodo 1961-2003 | Parámetros climáticos promedio de Casavieja en el periodo 1961-2003 | Parámetros climáticos promedio de Casavieja en el periodo 1961-2003 | Parámetros climáticos promedio de Casavieja en el periodo 1961-2003 | Parámetros climáticos promedio de Casavieja en el periodo 1961-2003 | Parámetros climáticos promedio de Casavieja en el periodo 1961-2003 | Parámetros climáticos promedio de Casavieja en el periodo 1961-2003 |
| Mes | Ene.                                                                | Feb.                                                                | Mar.                                                                | Abr.                                                                | May.                                                                | Jun.                                                                | Jul.                                                                | Ago.                                                                | Sep.                                                                | Oct.                                                                | Nov.                                                                | Dic.                                                                | Anual                                                               |
| --- | ------------------------------------------------------------------- | ------------------------------------------------------------------- | ------------------------------------------------------------------- | ------------------------------------------------------------------- | ------------------------------------------------------------------- | ------------------------------------------------------------------- | ------------------------------------------------------------------- | ------------------------------------------------------------------- | ------------------------------------------------------------------- | ------------------------------------------------------------------- | ------------------------------------------------------------------- | ------------------------------------------------------------------- | ------------------------------------------------------------------- |
| Precipitación total (mm) | 131.5                                                               | 99.4                                                                | 73.0                                                                | 87.0                                                                | 76.3                                                                | 35.2                                                                | 11.3                                                                | 11.0                                                                | 53.5                                                                | 117.3                                                               | 153.5                                                               | 146.1                                                               | 995.1                                                               |
| Fuente: Ministerio de Agricultura, Alimentación y Medio Ambiente. Datos de precipitación para el periodo 1961-2003 en Casavieja 4 de octubre de 2012 |                                                                     |                                                                     |                                                                     |                                                                     |                                                                     |                                                                     |                                                                     |                                                                     |                                                                     |                                                                     |                                                                     |                                                                     |                                                                     |

### Hidrografía

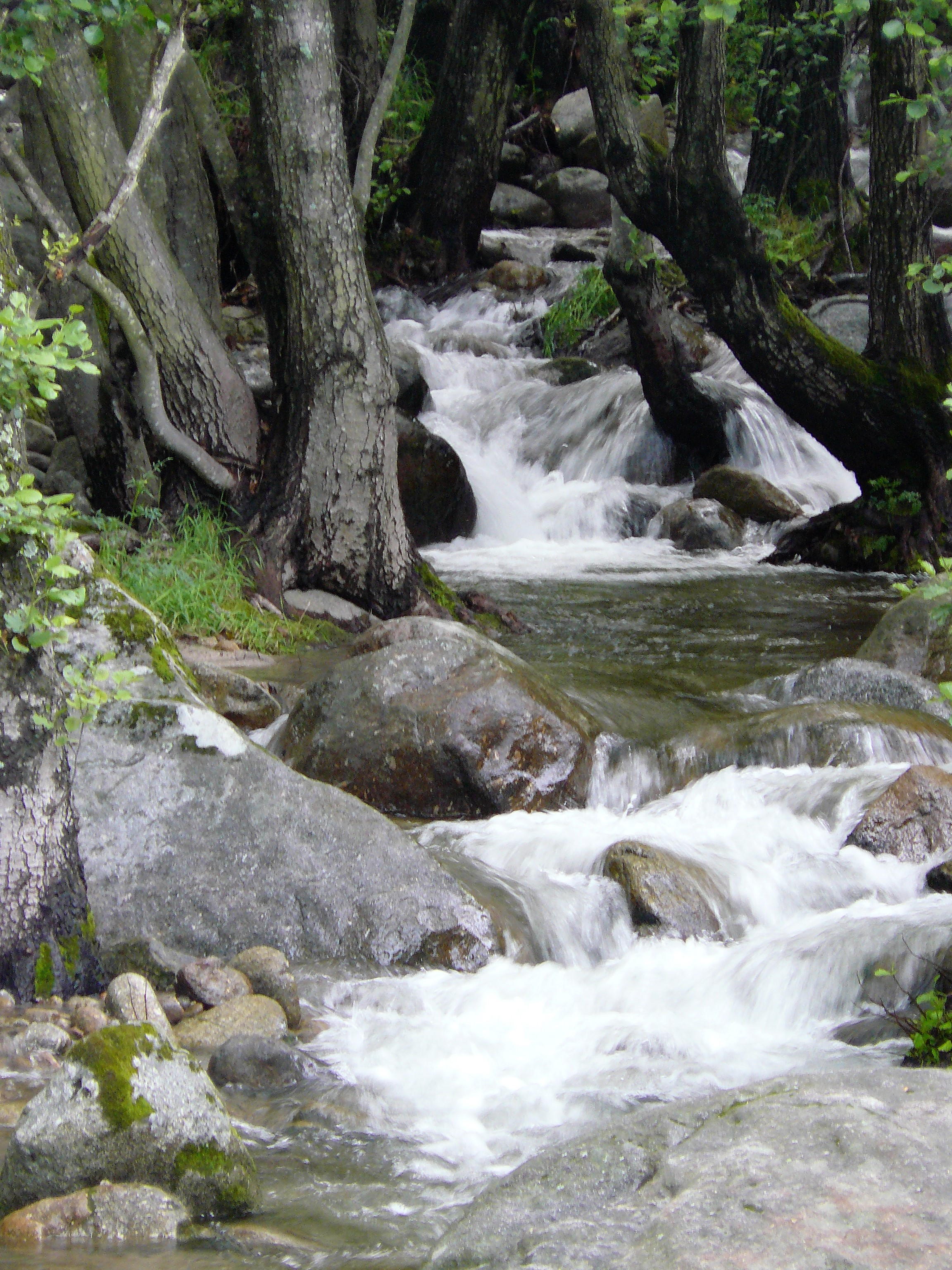
Garganta de Casavieja

Al río Tiétar se dirigen un buen número de arroyos formando torrenteras y gargantas. Las cinco cuencas que recorren Casavieja de este a oeste son:
- Arroyo de Cereceda: Desemboca en él la Garganta de la Chorrera, con un buen caudal todo el año.
- Arroyo de Pozas: Nace al este del casco urbano.
- Arroyo Rojuelo. Se sitúa al este del pueblo. Muy buen caudal todo el año.
- Arroyo Hondo: Se sitúa al suroeste, sobre el pie de monte.
- Arroyo de la Robledosa.

### Comunicaciones
La principal vía de acceso al Valle del Tiétar es la carretera comarcal CL-501, llamada comúnmente autovía de los pantanos. Esta carretera, que nace en la localidad madrileña de Alcorcón y transcurre a lo largo del valle para finalizar en la provincia extremeña de Cáceres, en Plasencia.
Situada a dos kilómetros del centro de la localidad y es usada en la mayoría de las comunicaciones con el resto de localidades del valle abulense.
Por otro lado, la carretera de Mijares AV-901 comunica Casavieja con la citada localidad y con el resto de municipios al norte del pueblo, también con la capital provincial, Ávila.

### Zonas recreativas y deportivas
Paraje Fuente Helecha

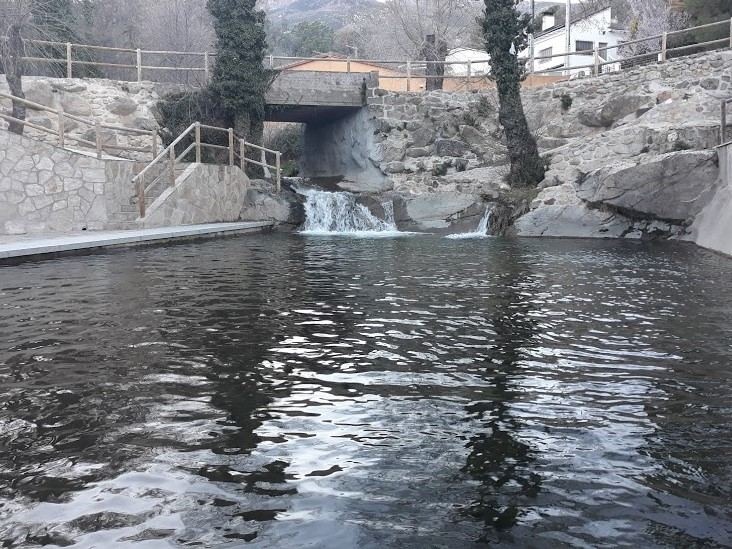
Charco de las Cabras

Fuente Helecha es un paraje natural situado en el municipio de Casavieja, al sur de la provincia de Ávila y de la sierra de Gredos, en España. Se enmarca en el Valle del Tiétar. Cuenta con numerosos riachuelos, gargantas y fuentes, una de las cuales da nombre al lugar.[cita requerida]
Campo de fútbol Las Eras
Situado en paraje de las Eras, al sur de Casavieja. Zona de deporte de Casavieja.[cita requerida]
Campo de fútbol sala Las Eras
Situado en el paraje de las Eras, al sur de Casavieja. Zona de deporte de Casavieja.[cita requerida]
Pista de pádel Las Eras
Situado en el paraje de las Eras, al sur de Casavieja. Zona de deporte de Casavieja.[cita requerida]
Zona recreativa Los Tejares
Situado en el casco urbano, lugar de ocio para el deporte.[cita requerida]
Piscina municipal de Casavieja
Situada en el paraje Fuente Helecha muy próxima al camping.[cita requerida]
Piscina natural de Casavieja
Situada en el paraje del Charco de Las Cabras.[cita requerida]

### Parques y jardines
Parque de La Glorieta
Situado en la entrada principal de Casavieja.
Parque de Las Flores
Situado en el casco urbano.
Parque de Felipe
Situado en el casco urbano.
Parque Ruedas de molino
Situado en la entrada al pueblo.
Parque de las Lagunillas
Situado en el norte de Casavieja y así finalizando el pueblo.
Parque de Rojuelos
Situado en el paraje del arroyo de Rojuelos.

## Historia
Casavieja dependió del señorío de La Adrada que fue concedido por el rey Alfonso XI a mediados del siglo XIV a Ruy López Dávalos, después a Álvaro de Luna y por último a Beltrán de la Cueva. Posteriormente consiguió la carta de villazgo con sus correspondientes privilegios, tardíamente en 1662 por parte del rey Felipe IV, estaba citada ya como aldea en el Libro de la Montería, escrito por mandato de Alfonso XI en el siglo XIV, pudiendo pensarse que por aquel entonces alguna choza o cabaña que hubiera habido en este lugar, fuera el origen del nombre de la villa.

## Demografía
Casavieja cuenta con una población de 1394 habitantes (INE 2024).
| Gráfica de evolución demográfica de Casavieja entre 1842 y 2021 |
| |
| Población de derecho según los censos de población del INE. Población de hecho según los censos de población del INE.En este censo se denominaba Casas Viejas: 1842. |

## Patrimonio

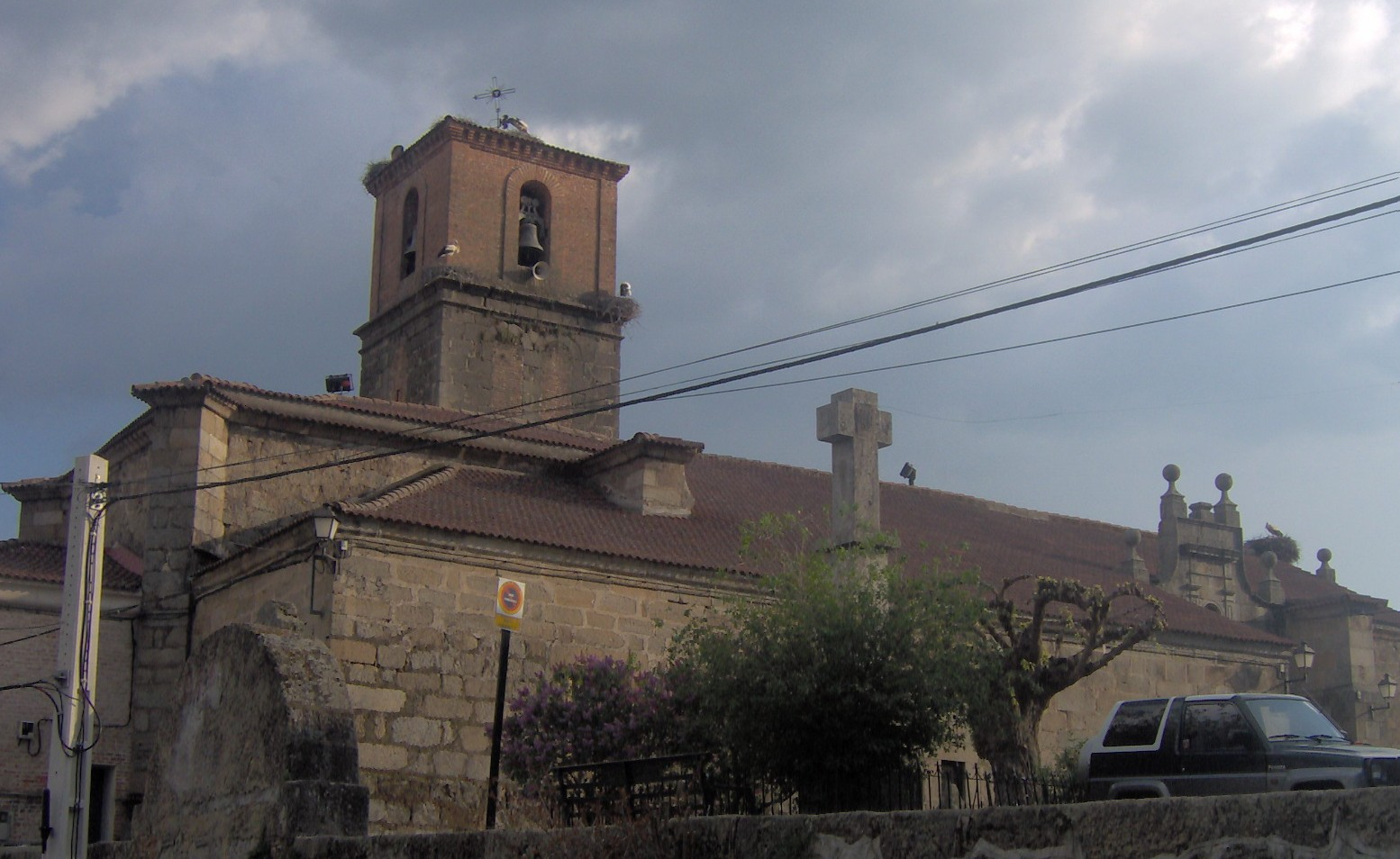
Iglesia de San Juan Bautista
La iglesia de Casavieja está dedicada a San Juan Bautista, data del siglo XVI, de estilo barroco y mudéjar en la parte superior de su torre. Rodeada de un camino empedrado, y situada a diferencia de otros pueblos, en la entrada principal de Casavieja.
Ermita de La Fuensanta
Ermita situada en el término municipal de La Iglesuela del Tiétar, al cual cada 1 de mayo los habitantes de Casavieja y La Iglesuela del Tiétar se reúnen en la ermita en el día grande de la virgen.
Casa del reloj o torre del reloj
Edificio situado en la plaza del reloj, totalmente de piedra y que ejerció su función de ayuntamiento. En la torre se sitúa el reloj y la campana.
Colegio público Concepción Arenal
Actual colegio con unos ochenta años de vida en el cual estudian los jóvenes de Casavieja.
Casa consistorial
Situada frente al colegio en la avenida de Castilla y León.
Puente romano de la Márgara

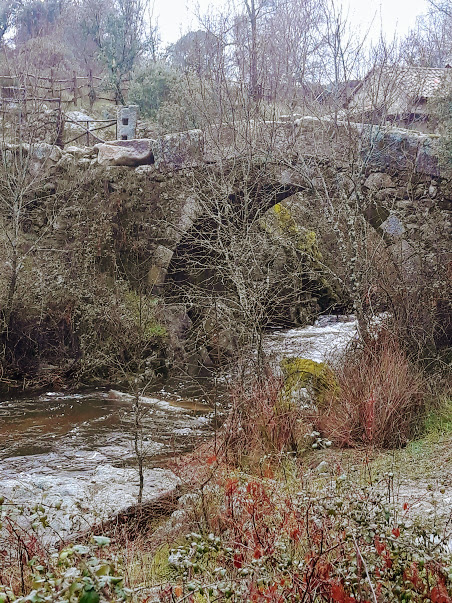
Puente de La Márgara

Puente romano situado en él la zona de los molinos, que da paso sobre la garganta de la cereceda.
Puente Alto
Puente con una altura considerable situado a la salida de Casavieja en la carretera de Mijares.
Antiguos molinos
Estos molinos tiene los siguientes nombres: el molino de matico, el molino de los sacristanes o de gilo, molino de los mellados, molino Federico, molino de las tinajas, molino de los hacaeros y molino de la Margara...Lo cual podemos conocer recorriendo la ruta de los molinos.
Balconadas antiguas
Casavieja todavía tiene gran cantidad de balcones antiguos que crean al visitante una visión muy agradable y única al pasear por sus calles.

## Cultura

### Festividades
Los Carnavales

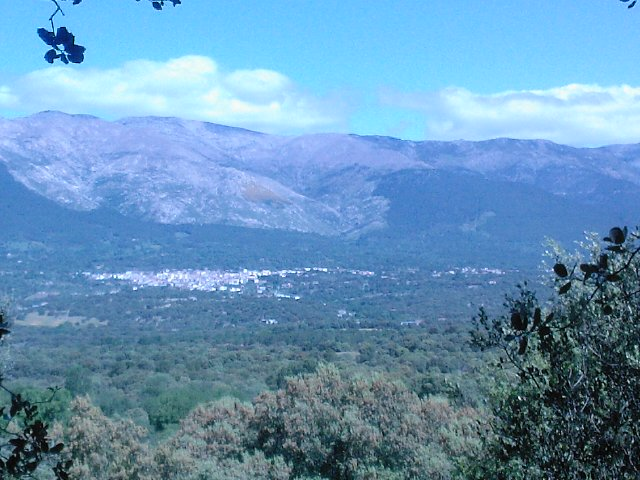
Vista

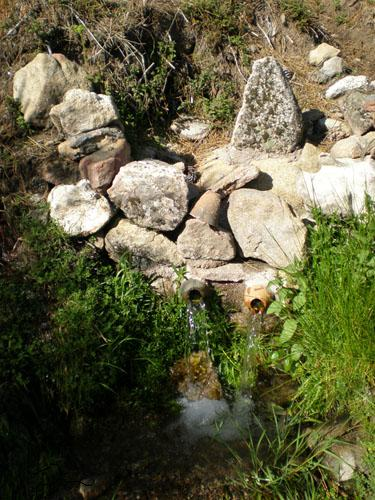
Fuente

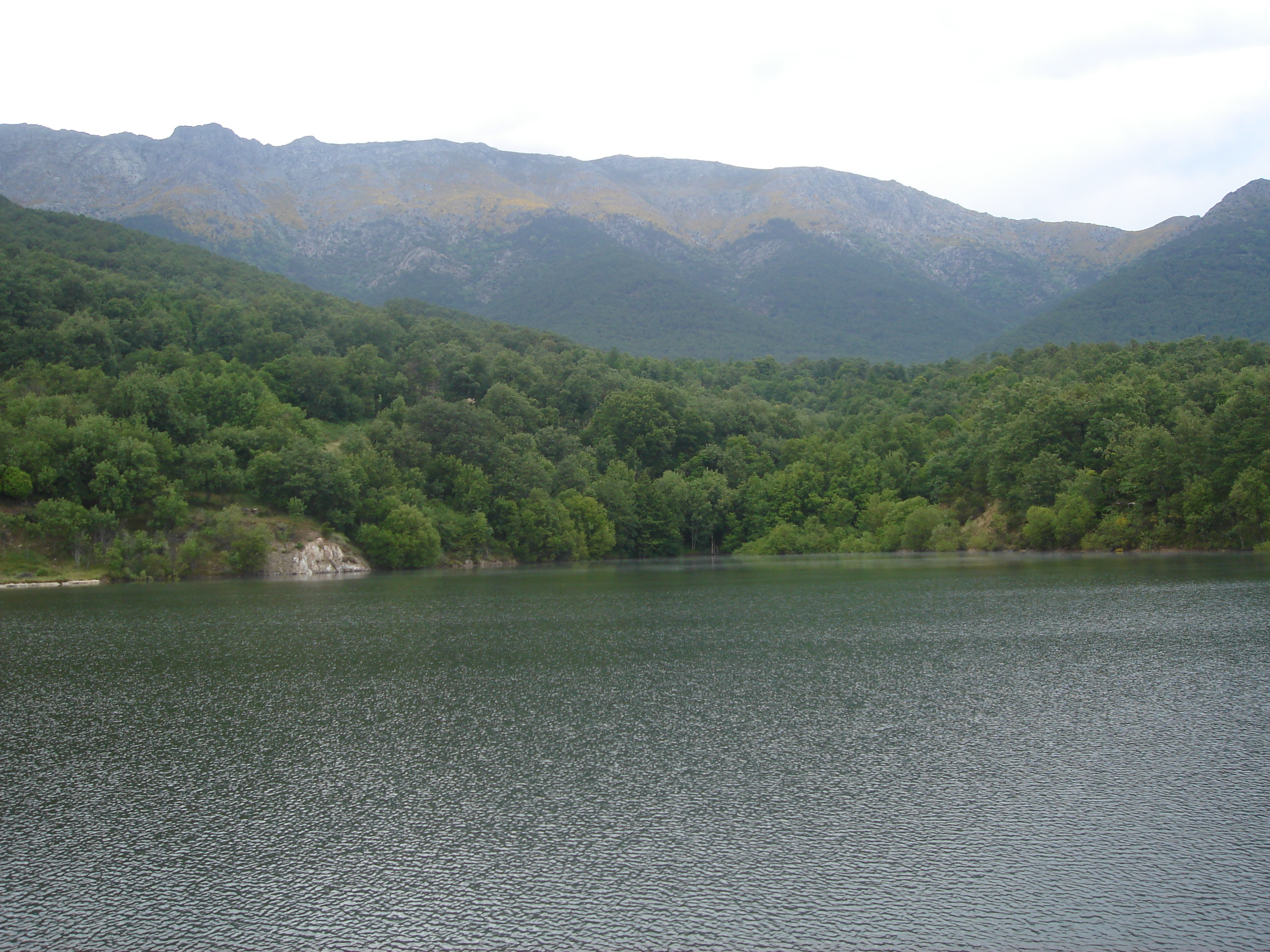
Presa del castaño

Siendo el día grande el martes de carnaval, en el cual salen a la calle los quintos de Casavieja vestidos con los trajes típicos de Casavieja y montados a caballo.
San Bartolomé
Patrón de Casavieja, con su día grande el 24 de agosto, el cual todos los vecinos casavejanos van a la procesión, la cual trascurre por las calles del pueblo pasando por la plaza de San Bartolomé; al santo se le rodea de albahaca.
La feria de mayo
Actualmente es una romería de caballos por las calles de Casavieja, y posteriormente un certamen hípico en el paraje Las Eras.
Anteriormente este día se celebraba la feria de ganado, la más importante de todo el valle y una de las más importantes de Ávila, ya que en ella se reunían ganaderos de toda la provincia y alrededores de este pueblo.
Fue en su día una de las más conocidas a nivel provincia en Toledo y Ávila.
San Antón
Se celebra el 16 de enero, y los quintos por la noche sacan los burros por el pueblo.
Muestra de Artesanía Casavieja (MUARCA)
El día uno de noviembre, fiesta realizada para conmemorar a los artesanos de la localidad.
Fiesta de La Trilla
Fiesta que se celebra el 24 o 25 de julio según caiga el sábado, en la cual se intenta seguir promocionando y recuperando una actividad tradicional en desuso. En ella se intenta transmitir a los jóvenes una actividad agrícola tradicional.
San Blas
Se celebra el 3 de febrero, fiesta en la cual, los quintos, se visten con unos trajes típicos "zarramaches" y van por las calles del pueblo corriendo a los muchachos intentando pegarlos con una vara de mimbre.

### Folclore
Las Rondas
Cantadas por los quintos las siguientes veces: la noche de Nochevieja, la noche de Resurrección y la noche de San Bartolomé.
El calvario
Cantado únicamente en Casavieja. Se canta solamente en las procesiones de Semana Santa.
Las rondas de los pastores
Esta es una tradición exclusiva de Casavieja y de sus Navidades, en la que los grupos creados por gentes del pueblo salen a tocar por las noches con instrumentos como: la sartén, la botella de anís, la zambomba, el almirez...

### Gastronomía
En Casavieja las comidas más típicas son: las gachas, las patatas al caldero, patatas pelonas, migas, puches. Como dulces típicos : Los bollos de carnaval o bollos de aceite, arrope, sopetón y el arroz con leche.

### Educación
- Colegio público Concepción Arenal.[10]